# Josep Maria Recasens i Comes
Josep Maria Recasens i Comes (Tarragona, 19 de març de 1918 - Tarragona, 6 de juny de 2013) fou un polític català, alcalde de Tarragona des de 1979 fins a 1989 pel Partit dels Socialistes de Catalunya (PSC).

## Biografia

### Joventut
Entre els anys 1925-1928 es formà a l’Escola Pública de Saavedra, i un cop acabada aquesta etapa, entre 1928-1934 estudià Batxillerat a l'Institut Martí i Franquès. Posteriorment, amplià la formació amb un curs de cal·ligrafia a l’Acadèmia Cots, un curs nocturn de francès a l’Alliance Francaise, i dos cursos a l’Escola de Comerç (1934-1936). Vers l’any 1934 Recasens s'adhereix al grup independentista Nosaltres Sols!, que ell mateix defineix com una mena de joventut d’Estat Català.

### Guerra civil
Al febrer de l’any 1936 entra de temporer a l'Ajuntament de Tarragona amb la finalitat d’incorporar-se al lloc reservat a Acció Catalana Republicana,
allí es dedicà a tasques administratives. El 1937 es mobilitza la seva lleva i s'incorpora al Centre d'Instrucció Pre-militar al Parc Samà. L'any 1939 recorregué diferents camps de concentració provisionals fins que a principis de maig l’internen al de Portaceli (València).
El juliol del 1939 l’incorporen a un batalló de treballadors adscrit al “Centro de Recuperación de Tercera Zona”, amb tallers a Bonrepòs (València). Allí exercí de practicant fins al juny de l’any següent, data en què el llicencien del batalló de treballadors i torna a casa, després de més de tres anys.
Des de jove fou soci del Club Gimnàstic de Tarragona amb qui mantingué una relació esportiva i professional. Entre 1936-1941 fou secretari de la Junta de la Secció d’Atletisme, i durant 1942-1943 fou, a més, secretari de la Secció de Bàsquet. A partir d’aquell any, començà una feina estable d'administratiu al Club Gimnàstic, feina que mantindria fins a 1979.

### Postguerra
L’any 1944 funda junt amb Joan Aixendri, Rafael Alonso i altres amics, el nou Club Escacs Tarragona. En fou el primer secretari i també dissenyador del segell i el logotip. Participà en diversos torneigs internacionals entre 1951-1954 i en el Campionat d'Espanya de 1954. El 6 d'abril de 1953, amb 35 anys, es casa amb Maria Teresa Vives i Ciurana. Del matrimoni en nasqueren dos fills, en Daniel el 1954 i la Roser el 1957.

### Historiador
A la dècada de 1950 comença a investigar la documentació dels arxius tarragonins, amb el propòsit de construir Història Local. Entre els anys 1958-1962 fou corresponsal de la revista Serra d'Or. L'any 1967 juntament amb Gabriel Bas organitza el primer curset públic de català després de la Guerra Civil, al Club de Joves de Tarragona.
Entre els anys 1965-1969 organitza les "Converses de Salou sobre història i economia del Camp de Tarragona", en les que participaren tertulians rellevants.
A partir de 1969 col·labora en la redacció de la Gran Enciclopèdia Catalana, publicant-hi articles monogràfics sobre poblacions de les comarques de Tarragona.
Va participar en el Congrés de Cultura Catalana celebrat el 1976 i 1977; organitzà a Tarragona l'acte de cloenda de l'Àmbit Religiós del Congrés l'any 1977, a l'Església del barri de Sant Salvador.
Participà en molts esdeveniments dins l’àmbit de la història com congressos i conferències i rebé diversos premis i distincions. Publicà disset llibres i un centenar d’articles en revistes especialitzades.
Reconeixent la seva tasca com historiador s'han publicat dos llibres, Miscel·lània Arqueològica a Josep M.Recasens i L'home i l'historiador. Miscel·lània en homenatge a Josep M. Recasens i Comes. Estudis històrics.

### Polític
Militant del PSC des de 1978, el 3 d’abril de 1979 surt elegit alcalde de Tarragona en les que foren les primeres eleccions democràtiques després de la Dictadura. Va ser, doncs, el primer alcalde de l'era democràtica. Repeteix triomf a les eleccions de 1983 i 1987. El 1989, fou succeït per Joan Miquel Nadal i Malé, de CiU després d'una moció de censura que li presentaren CiU, CDS i el PP.
La necessitat de fer una ciutat més habitable va portar a la redacció del Pla General d’Ordenació Urbana amb la finalitat de vertebrar la ciutat i trobar solucions urbanístiques racionals. Calia actuar en molts punts per reordenar i refer la ciutat. S'inicià la remodelació i la conversió en zona de vianants de diversos carrers i la construcció de pàrquings subterranis.
Els barris perifèrics havien crescut d’una manera desordenada i abusiva, sense planificació ni previsió i, per tant, sense serveis ni equipaments bàsics. En l’àmbit social es van pal·liar mancances en serveis socials, culturals, esportius, d’ensenyament i joventut. Els esforços van anar dirigits especialment a gent gran, dones i nens.
La sobreexplotació dels aqüífers de la ciutat n’havia provocat la salinització, i els ciutadans havien de recórrer a fonts i pous d'altres localitats per abastir-se d’aigua potable. Després d’un llarg període de negociacions es va resoldre amb l’arribada de l’aigua de l’Ebre el 1989, amb la qual cosa es posava fi a un dels problemes endèmics de la ciutat.
La sensibilitat i respecte pel patrimoni històric i arqueològic va portar a la recuperació de la Part Alta i del seus monuments. La creació del Taller Escola d’Arqueologia (TEd’A), la promoció de publicacions i la recerca i la recuperació de les festes i tradicions locals van suposar l’inici d’una nova etapa en la història de la ciutat. Recasens va promoure la celebració del XIV Congrés d’Arqueologia Clàssica que tingué lloc el 1993.

### Llegat
Recasens va rebre el títol de "Fill predilecte de Tarragona" l'any 2009 i dos anys després, l'any 2011, la Universitat Rovira i Virgili el va investir doctor honoris causa. El seu fons documental i bibliogràfic es troba dipositat a l'Arxiu Històric de la Ciutat i a la Biblioteca Hemeroteca Municipal de Tarragona.
El 17 de juny de 2014 l'Ajuntament de Tarragona inaugurà l'exposició "Passió per la ciutat: Josep M. Recasens i Comes (1918-2013" i col·locà una placa a la casa on va néixer al carrer Major de Tarragona.

## Premis i reconeixements
- 1954 — II Medalla Antoni Agustí de la Diputació de Tarragona.
- 1959 — VI Premi Cronista Josep Maria Pujol de la Reial Societat Arqueològica Tarraconense.
- 1961 — VII Premi Cronista Josep Maria Pujol de la Reial Societat Arqueològica Tarraconense.
- 1979 — VIII Medalla Antoni Agustí de la Diputació de Tarragona.
- 1997 — I Premi d’Investigació Tarragonès del Consell Comarcal del Tarragonès.
- 2009 — Títol de Fill Predilecte de la Ciutat de Tarragona.
- 2011 — Investidura Doctor Honoris Causa per la Universitat Rovira i Virgili.